# Oscar Luiz Ribeiro Gurjão Cotrim
Oscar Luiz Ribeiro Gurjão Cotrim (São Paulo 1 de março de 1923 - Araçatuba - 25 de junho de 2010) foi um médico e político brasileiro. Foi prefeito de Araçatuba de 1977 a 1982 e vice de Waldir Felizola de Moraes de 1973 a 1977. Pertenceu ao movimento UPA (União Pró-Araçatuba) criado em 1970, que era um grupo político formado em oposição aos grupos de João Batista Botelho e Sylvio José Venturolli que tinham alternância no poder desde 1960 na cidade. Fez o curso de medicina na Faculdade de Medicina da Universidade de São Paulo, formando-se cirurgião geral em 1948. Não teve descendentes.
Cotrim da nome ao Ambulatório Médico de Especialidades de Araçatuba.